# Economia italiana del XIX secolo
L'Economia italiana del XIX secolo risentiva dei problemi dati dalla unificazione nazionale appena conquistata, con contraddizioni politico-economiche fra le diverse regioni unificate, forti disparità socioeconomiche fra il settentrione e il Meridione del paese, esemplificate poi nella cosiddetta questione meridionale, oltre che del mutato assetto geopolitico dell'Europa dopo il 1870.
Nel 1877 la rete nazionale ferroviaria appariva quasi del tutto completata. Oltre ai collegamenti interni fra le varie regioni, ormai in via di ultimazione, l'Italia era collegata con la Francia e l'Europa Centrale. Tutto ciò consentì lo sviluppo di un vero mercato nazionale e internazionale, anche se la stessa povertà del mercato interno ne rappresentava un ostacolo al suo sviluppo.

## Fiscalismo
Per portare avanti la politica delle grandi opere pubbliche e la formazione delle strutture unitarie dello Stato, vanto storico della destra, fu necessario costruire un nuovo sistema fiscale, impostato in modo indiretto, che colpì duramente i ceti popolari riducendone la capacità di spesa. Tra queste tasse si trovava la tassa sul macinato, chiamata "tassa sulla fame"
Molta parte degli imprenditori si trovava in gravi difficoltà, come quelle, unite, di subire la concorrenza estera, di avere scarse risorse per gli investimenti e di avere di fronte un mercato interno povero e con gravi difficoltà per assorbire la loro produzione.
Lo Stato, fra il 1878 ed il 1887, impose una sorta di protezionismo con una legislazione doganale che creò un mercato protetto da alti dazi sui prodotti di importazione, rendendone svantaggioso l'acquisto nel territorio italiano.

## Industrializzazione e capitale
Per potere sviluppare l'industrializzazione si rendevano necessari grandi capitali che i privati non possedevano.
Solo attraverso l'intervento dello Stato, cioè attraverso la tassazione, si potevano reperire somme adeguate: il fiscalismo fu imposto con molta determinazione.
L'agricoltura, al contempo, oppressa dalle tasse e da una legislazione protezionistica che favoriva la produzione cerealicola e il latifondo meridionale, prevalentemente a coltura estensiva, era priva dei capitali necessari per rinnovare le proprie tecniche.
La naturale conseguenza dello stato in cui versavano le campagne fu l'emigrazione, verso paesi più ricchi, di molta parte dei lavoratori, agricoli e non, spesso la parte più attiva e capace del mondo del lavoro.
In Italia il problema dell'accumulazione dei capitali necessari a finanziare l'industrializzazione non venne risolto dal risparmio privato bensì attraverso l'intervento dello Stato che con la politica fiscale, caricata soprattutto sulle campagne, con il protezionismo doganale e con il finanziamento diretto stimolò e favorì il processo di industrializzazione.

## Protezionismo
L'indagine industriale nel 1870-74 evidenziò con chiarezza l'atteggiamento protezionistico degli industriali.
Queste tendenze divennero più forti dopo che, nel 1873, era scoppiata la crisi economica mondiale e si concretizzarono nel 1878 con le prime tariffe protezionistiche che favorirono prevalentemente il settore industriale più forte, ossia l'industria tessile.
Il protezionismo a favore dell'industria, in un paese prevalentemente agricolo, dimostrò come i gruppi industriali si erano ormai imposti nella guida dell'economia del paese.
L'agricoltura versava in uno stato di grave sottosviluppo e arretratezza mentre le condizioni dei contadini erano inaccettabili.
L'industria siderurgica e quella meccanica stentavano a progredire non potendo sostenere la concorrenza dei paesi stranieri più sviluppati.
L'accentuato aumento della spesa pubblica divenne un fattore decisivo, nel promuovere lo sviluppo dell'industria navale e della siderurgia.
Il forte protezionismo doganale influì grandemente e negativamente nei rapporti con la Francia, che rispose con dazi di rappresaglia, venendosi così a creare una vera e propria guerra commerciale tra i due paesi.
Il protezionismo non costituì un rimedio assoluto contro i mali che affliggevano l'economia italiana poiché, dopo un certo periodo di sviluppo, l'industria, in occasione della crisi industriale ed economica internazionale del 1890 - 95, dovette affrontare le gravi difficoltà che avevano una delle loro cause nella stessa limitatezza del mercato interno, impoverito anche dalle difficoltà dell'economia agricola.
Nel 1887 si era affermato un sistema economico fondato sulla concentrazione industriale nel settentrione, sulla prevalenza degli interessi latifondistici nel meridione e sulla accentuazione del divario fra il nord e il sud del paese.
Il pareggio di bilancio fu raggiunto nel 1883, grazie alla pesante politica fiscale, mentre l'abolizione del corso forzoso della lira, che ne consentiva nuovamente la conversione in moneta aurea ed argentea costituì un importante successo, e ciò contribuì a riportare la fiducia degli investitori internazionali verso l'Italia, favorendo l'afflusso di capitali stranieri.
Il disavanzo commerciale, tuttavia, a causa del crescente aumento della spesa pubblica si sviluppò in misura sempre più grave negli ultimi anni del governo Depretis.
Con Sonnino, Ministro delle finanze di Crispi, si ebbe una imponente opera di risanamento finanziario.
Sonnino avrebbe voluto imporre maggiori tasse per i ceti più privilegiati, ma non superò la forte opposizione, con il risultato che il miglioramento del bilancio fu ottenuto con dazi e tasse che, come da tradizione, penalizzavano essenzialmente i consumi popolari.
L'attivo di bilancio, che doveva durare per oltre dieci anni, fu raggiunto solo nel 1899.
Iniziava un ciclo positivo per l'economia italiana che, approfittando anche del boom economico mondiale, ebbe un grande sviluppo a partire dal 1896.

### Fonti primarie
- Massimo L. Salvadori, Storia dell'età contemporanea. Torino, Loescher, 1990. ISBN 8820124343.
- Pasquale Villani, L'età contemporanea. Bologna, Il Mulino, 1998. ISBN 8815063382.

### Fonti secondarie e approfondimenti
- Francesco Barbagallo; Giovanni Sabbatucci, Vittorio Vidotto, Romano Paolo Coppini, Cammarano Fulvio, Storia d'Italia, Laterza, 1995. ISBN 8842047732.
- Alberto Caracciolo, Alle origini della storia contemporanea, 1700-1870. - Bologna, Il mulino, 1989. ISBN 8815020977.
- Alberto De Bernardi; Luigi Ganapini, Storia d'Italia, B.Mondadori, 1996. ISBN 8842493015.
- Guido Pescosolido, La costruzione dell'economia unitaria, in L'Unificazione, Roma, Istituto dell'Enciclopedia Italiana, 2011.